# Irene Vecchi
Irene Vecchi (Livorno, 10 giugno 1989) è una schermitrice italiana, specializzata nella sciabola.

## Biografia
Livornese con origine siciliana per via materna, Irene Vecchi ha conquistato una medaglia d'oro nella sciabola a squadre Shiffield del 2011, una di bronzo nella gara di sciabola a squadre nei campionati europei di scherma di Plovdiv del 2009, di Lipsia del 2010 e di Legnano del 2012. Alle Olimpiadi di Londra 2012 nella gara individuale di sciabola è giunta fino ai quarti di finale. Ha inoltre conquistato 2 medaglie di bronzo nella sciabola individuale e a squadre a Zagabria 2013. Vince la medaglia d'oro a squadre agli Europei del 2017 in Georgia. Nello stesso 2017 conquista al Campionato mondiale di Lipsia la medaglia d'oro nella gara a squadra e quella di bronzo nella competizione individuale.

## Palmarès

### Risultati élite
In carriera ha ottenuto i seguenti risultati:
Mondiali
Individuale
- Bronzo nella sciabola a Budapest 2013
- Bronzo nella sciabola a Lipsia 2017

A squadre
- Oro nella sciabola a Lipsia 2017

Europei
Individuale
- Bronzo nella sciabola a Zagabria 2013

A squadre
- Oro nella sciabola a Sheffield 2011
- Oro nella sciabola a Tbilisi 2017
- Bronzo nella sciabola a Plovdiv 2009
- Bronzo nella sciabola a Lipsia 2010
- Bronzo nella sciabola a Legnano 2012
- Bronzo nella sciabola a Zagabria 2013

Campionati italiani
Individuale
- Oro nella sciabola a Acireale 2014
- Oro nella sciabola ad Courmayeur 2022
- Argento nella sciabola a Palermo 2019
- Bronzo nella sciabola a Napoli 2007
- Bronzo nella sciabola a Bologna 2012
- Bronzo nella sciabola a Torino 2015
- Bronzo nella sciabola a Milano 2018

A squadre
- Oro nella sciabola a Acireale 2014
- Oro nella sciabola a Torino 2015
- Oro nella sciabola ad Courmayeur 2022
- Oro nella sciabola a Cagliari 2024
- Argento nella sciabola a Siracusa 2010
- Argento nella sciabola a Livorno 2011
- Argento nella sciabola a Bologna 2012
- Bronzo nella sciabola a Torino 2006
- Bronzo nella sciabola a Siracusa 2010
- Bronzo nella sciabola a Trieste 2013
- Bronzo nella sciabola a Cassino 2021

### Risultati giovani
Mondiali giovani
Individuale
- Argento nella sciabola a Belfast 2009

A squadre
- Argento nella sciabola a Belfast 2009
- Bronzo nella sciabola a Taebaek 2006

Europei Under-23
Individuale
- Oro nella sciabola a Monza 2008

A squadre
Europei giovani
Individuale
- Oro nella sciabola a Praga 2007
- Oro nella sciabola ad Amsterdam 2008

A squadre
- Oro nella sciabola a Tapolca 2005
- Bronzo nella sciabola a Poznań 2006
- Bronzo nella sciabola ad Amsterdam 2008

Campionati del mediterraneo
Individuale
- Bronzo nella sciabola a Istanbul 2004

A squadre